# Teruyoshi Ito
Teruyoshi Ito, född 31 augusti 1974 i Shizuoka prefektur, Japan, är en japansk fotbollsspelare.